# Букошница (Караш-Северин)
Букошница (рум. Bucoşniţa) насеље је у Румунији у округу Караш-Северин у општини Букошница. Oпштина се налази на надморској висини од 283 m.

## Прошлост
По "Румунској енциклопедији" место се први пут помиње 1458. године. 
Аустријски царски ревизор Ерлер је 1774. године констатовао да место "Пугошница" припада Тамишком округу, Карансебешког дистрикта. Становништво је било претежно влашко. Вероисповедна школа је отворена 1782. године.
На садашњој локацији постоји Букошница од 1808. године. У месту је православна парохија која припада Карансебешком протопрезвирату. Ту службује 1824. године парох, поп Василије Богојевић.

## Становништво
Према подацима из 2002. године у насељу је живело 3125 становника.

### Попис2002.
| Расподела становништва по националности 2002.‍ | Расподела становништва по националности 2002.‍ | Расподела становништва по националности 2002.‍ | Расподела становништва по националности 2002.‍ | Расподела становништва по националности 2002.‍ |
| --------------------------------------------- | --------------------------------------------- | --------------------------------------------- | --------------------------------------------- | --------------------------------------------- |
|                                               |                                               |                                               |                                               |                                               |
| Румуни                                        | Румуни                                        |                                               | 3.120                                         | 99,9%                                         |
| Мађари                                        | Мађари                                        |                                               | 3                                             | 0,1%                                          |

### Хронологија
| Година       | 1992 | 1993 | 1994 | 1995 | 1996 | 1997 | 1998 | 1999 | 2000 | 2001 | 2002 | 2003 | 2004 | 2005 | 2006 | 2007 | 2008 | 2009 | 2010 | 2011 | 2012 | 2013 | 2014 | 2015 | 2016 | 2017 |
| ------------ | ---- | ---- | ---- | ---- | ---- | ---- | ---- | ---- | ---- | ---- | ---- | ---- | ---- | ---- | ---- | ---- | ---- | ---- | ---- | ---- | ---- | ---- | ---- | ---- | ---- | ---- |
| Становништво | 3289 | 3244 | 3222 | 3199 | 3152 | 3120 | 3104 | 3078 | 3036 | 3049 | 3033 | 2998 | 3000 | 2971 | 2954 | 2927 | 2889 | 2898 | 2880 | 2857 | 2852 | 2840 | 2825 | 2806 | 2803 | 2797 |